# Pető Gáspár
Pető Gáspár (? – 1590 után) magyar nemes, katona, végvári vitéz. Eger 1552-es ostromakor főhadnagy.

## Élete
Egy nemesi család sarjaként született valószínűleg már a 16. században. Apja a Gersei Pető (Petheő) nemesi család sarja volt, akik még II. Ulászló magyar királytól kapták nemesi oklevelüket. Apja II.Ulászló gyerekeinek -Lajos és Anna hercegnő- nevelője volt.
Mint főhadnagyot 1552-ben Zoltay Istvánnal és Bornemissza Gergellyel együtt Egerbe küldték. Pető 40 huszárjával meg is érkezett két társával egyetemben. Részt vett a szeptember 9-én végrehajtott rajtaütésben, mikor a védők kilencven gyalogosa rajta ütött a Maklárnál állomásozó törökökre. Pető a külső várbeli Ó-kapu bástya védelmét irányította. A Szent Mihály-napi ostrom során súlyosan megsebesült, és kénytelen volt átadni a parancsnokságot egy másik tisztnek.
Miután a magyarok győzelmével záruló ostrom vége tért, Pető az egyik huszárszázad kapitányaként a várban maradt. Az ostrom után birtokadományban részesült. Később Zoltay Istvánnal együtt Nagyváradra helyezték. 
Halála dátumát a születési dátumához hasonlóan nem tudjuk. Csiffáry Gergely szerint téves az a feltételezés, hogy még az 1550-es években hunyt volna el, mivel még 1561 idején élt. 1589 augusztusában feleségül vette Dobó István egri hős lányát, Dobó Krisztinát (1560 – 1590), akinek Balassi Bálinttal kötött korábbi házasságát a rokoni kapcsolat miatt az egyházi bíróság 1587-ben érvénytelenítette.

## Emléke
- Alakja szerepel Tinódi Lantos Sebestyén "Eger vár viadaljáról való ének" c. művében és Gárdonyi Géza "Egri csillagok" című történelmi regényében.
- Egerben utca van el róla nevezve.